# アポステリオリな必然性
アポステリオリな必然性 (英語: a posteriori necessity) は、知識をアポステリオリに得る必要がある命題のうち、必然的に真であるものが存在するとする形而上学および言語哲学のテーゼ。このテーゼは、アプリオリな知識のみが必然でありうるというこれまで広く受け入れられてきた見解を否定する。このテーゼでは、必然性、指示の因果説、固定指示子、アプリオリとアポステリオリの区別など、哲学の多くの概念が導入される。
このテーゼは、哲学者ソール・クリプキが1970年のプリンストン大学での講義で初めて提唱した。その後、これらの講義の内容の書き起こしが編纂され、『名指しと必然性』として発表された。

## 概要
以下は、テーゼの大まかな概要である。
(前提1) 「宵の明星」は、夕方の星を指示する固有名である。また、「明けの明星」も固有名で、明け方の星を指示する。ここで、この夕方の星と明け方の星はどちらも同じ惑星 (金星) である。したがって、どちらの名辞も金星を指示する。
(前提2) この二つの名辞が固定指示子であるとき、これらは金星が存在するすべての可能世界で同じ対象 (金星) を指示する。したがって、 (「必然的」の定義上、) 「宵の明星 = 明けの明星」は必然的に真である。すべての可能世界で同一性言明「宵の明星は明けの明星である」が真であるとき、この命題は必然であるということができる。
(前提3) 宵の明星と明けの明星が同一であるという事実は経験的な観察によって発見されたものであるため、アプリオリに発見されたということはできない。したがって、この事実はアポステリオリに発見された。
(結論) したがって、アポステリオリに得られた知識が必然であるということはありうる。
他のアポステリオリな必然的真理の例として、「H2Oは水である」が挙げられる。

## 重要性
ヒラリー・パトナムは、クリプキの業績について次のように述べている。「カント以降、あらゆる必然的真理が分析的であると考えた哲学者と、必然的真理のうち総合的アプリオリなものが存在すると考えた哲学者の間で大きな分裂が生じていた。しかし、これらの哲学者の中で、 (形而上学的な) 必然的真理がアプリオリでない場合があると考えたものはいなかった」